# Jerzy Kumelowski
Jerzy Kumelowski (ur. 11 czerwca 1925 w Jaworznie, zm. 31 sierpnia 2007) – polski inżynier architekt, projektant osiedli mieszkaniowych i budynków użyteczności publicznej, długoletni pracownik ”Miastoprojektu Warszawa”, członek Stowarzyszenia Architektów Polskich i Związku Polskich Artystów Plastyków, rzeczoznawca dzieł sztuki współczesnej. 

## Życiorys
Absolwent Wydziału Architektury Politechniki Warszawskiej z 1950 r., a od 1952 r., członek SARP. 

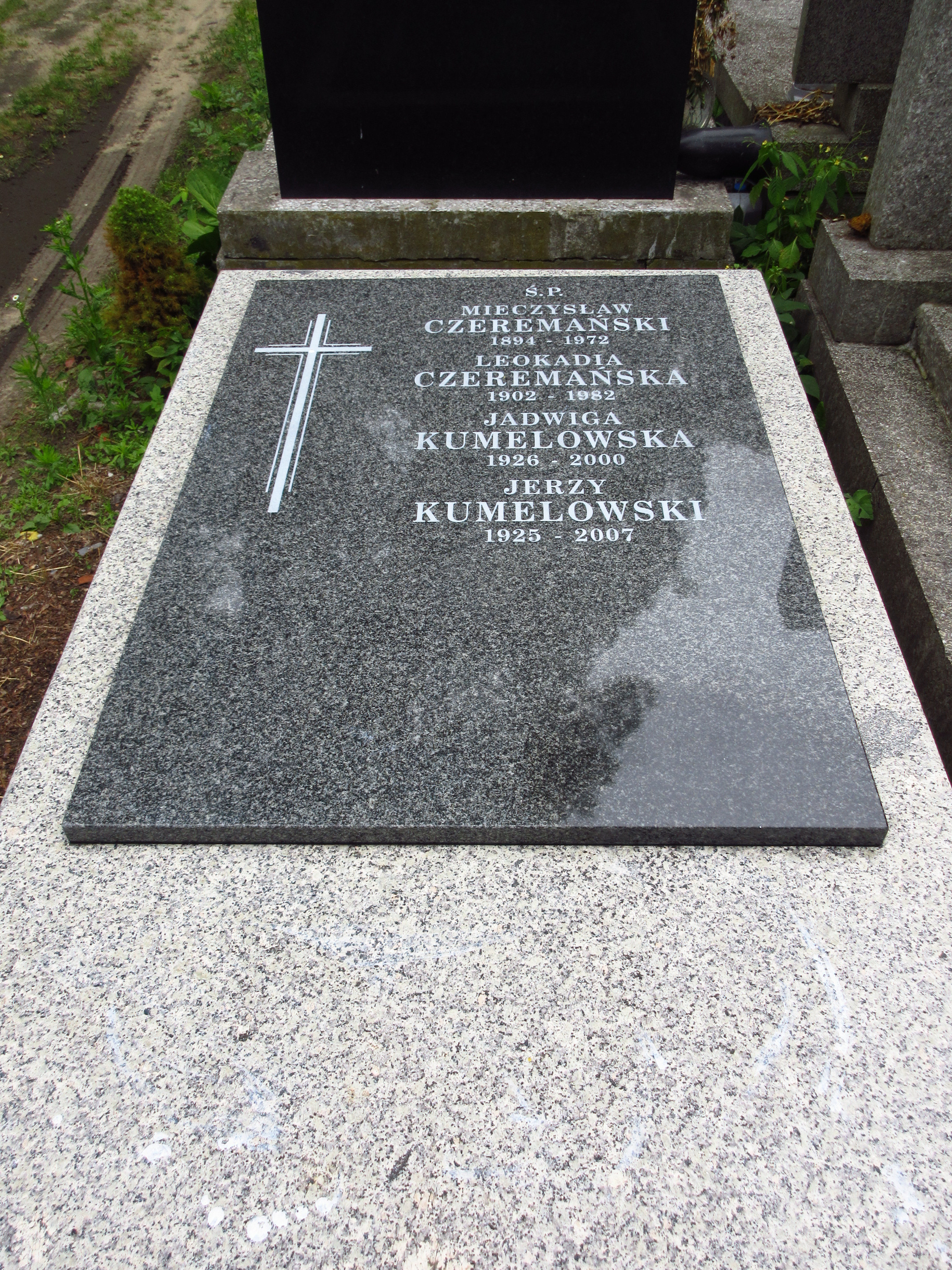
Grób Jerzego Kumelowskiego na Cmentarzu Bródnowskim

Był autorem zrealizowanych projektów warszawskich osiedli mieszkaniowych, w tym między innymi: 
- Centrum Grochowa,
- Praga II (wspólnie z Jerzym Gieysztorem),
- Grenadierów II,
- Znicza,
- Ateńska II,
- Waszyngtona,

Zaprojektował również budynki użyteczności publicznej: 
- Dom Zasłużonego Pracownika Budownictwa przy ul. Elekcyjnej,
- Dom Artysty Plastyka przy ul. Mazowieckiej,
- Dom Dziecka w Zbójnej Górze. Projektował budynki mieszkalne, przedszkola oraz żłobki.

Według projektu Jerzego Kumelowskiego powstał kościół parafialny pod wezwaniem Matki Bożej Królowej Polskich Męczenników przy alei Stanów Zjednoczonych w Warszawie.
Jerzy Kumelowski we współpracy z Antonim Hermanem był autorem zrealizowanego w latach 1967–1972 etapu osiedla LSM w Lublinie.
Pochowany na cmentarzu Bródnowskim (kwatera 25C-6-1).

## Odznaczenia
- Złoty Krzyż Zasługi
- Złota Odznaka Ministerstwa Budownictwa